# Stanisław Macudziński
Stanisław Leszczyc-Macudziński (ur. 1873 w Jaśle, zm. 1946 tamże) – polski architekt, działacz społeczny.

## Życiorys
Był synem lekarza Waleriana Leszczyc-Macudzińskiego i jego żony Wiktorii z Nowotnych. Ukończył studia na Wydziale Architektury w lwowskiej Szkole Politechnicznej, a następnie odbywał praktykę w pracowni Zygmunta Fedorskiego. Po uzyskaniu uprawnień architekta wyjechał do Bochni, a po kupnie majątku ziemskiego zamieszkał w Pogwizdowie. Prowadził tam prywatną praktykę architektoniczną, po I wojnie światowej powrócił do Jasła, w 1921 kupił drugi majątek – wieś Bereska. Był radnym miejskim zaangażowany w działalność społeczną, należał do założycieli jasielskiego Związku Strzeleckiego, w którym pełnił funkcję skarbnika. Zainicjował również powstanie placówki Polskiego Czerwonego Krzyża, zaprojektował i nadzorował odbudowę kaplicy w gimnazjum miejskim oraz nadzorował prace porządkowe na cmentarzu wojennym. Zaprojektował stadion miejski, zdobył środki na jego budowę i kierował przebiegiem prac. W 1938 w uznaniu zaangażowania w rozwój miasta oraz działalność społeczną został odznaczony Złotym Krzyżem Zasługi. We wrześniu 1939 władze Jasła opuściły miasto, zebrani mieszkańcy wybrali wówczas Stanisława Macudzińskiego na stanowisko burmistrza. Władze niemieckie uznały go za burmistrza komisarycznego, ale po siedemdziesięciu trzech dniach odwołały go i aresztowały. Przyczyną było ratowanie wyposażenia szkół w Jaśle i zgromadzenie go w synagodze, która została przez hitlerowców podpalona. Po kilku dniach wszyscy zostali zwolnieni z aresztu, ale były burmistrz nie pełnił już funkcji publicznych. Zmarł w 1946 i spoczywa na miejscowym cmentarzu.

## Dorobek architektoniczny we Lwowie
- Gmach teatru-variete „Casino de Paris” przy ulicy Kurbasa 3 (Tadeusza Rejtana). Sala balowa ma 11,5 metra wysokości (współautor Zygmunt Fedorski, wystrój wnętrz Franciszek Tomasz Bernat) /1909/;
- Dom dochodowy Anny Szwigier przy ulicy Nowy Świat 15 (współautor Zygmunt Fedorski) /1910/.